# Felsőkalocsa
Felsőkalocsa (más néven Negróc, ukránul: Негровець [Nehrovec], oroszul: Негровець [Nyegrovec], szlovákul: Negrovec) falu Ukrajnában, Kárpátalján, a Huszti járásban.

## Fekvése
Ökörmezőtől 12 km-re délkeletre, a Negrovec patak és a Talabor folyó összefolyásánál fekszik.

## Története
1463-ban említik először. 1657-ben a lengyelek pusztították el.
A 2200 lakosú település Szent Mihály tiszteletére szentelt görögkatolikus fatemploma a 18. században épült, 1818-ban került mai helyére. Ikonosztáza 18. századi.
1910-ben 1456, többségben ruszin lakosa volt, jelentős német  kisebbséggel. A trianoni békeszerződésig Máramaros vármegye Ökörmezői járásához tartozott.
2020-ig Koszóver tartozott hozzá.

## Népessége
| 2001 | 2 231 |

## Nevezetességek
- Görögkatolikus fatemploma - A 18. században épült, Mihály arkangyal tiszteletére szentelték fel.
- Ikonosztáza 18. századból való.